# Nothofagus glauca
El hualo (Nothofagus glauca), también llamado roble maulino, es una especie botánica de la familia de las  Nothofagaceae. 

## Descripción

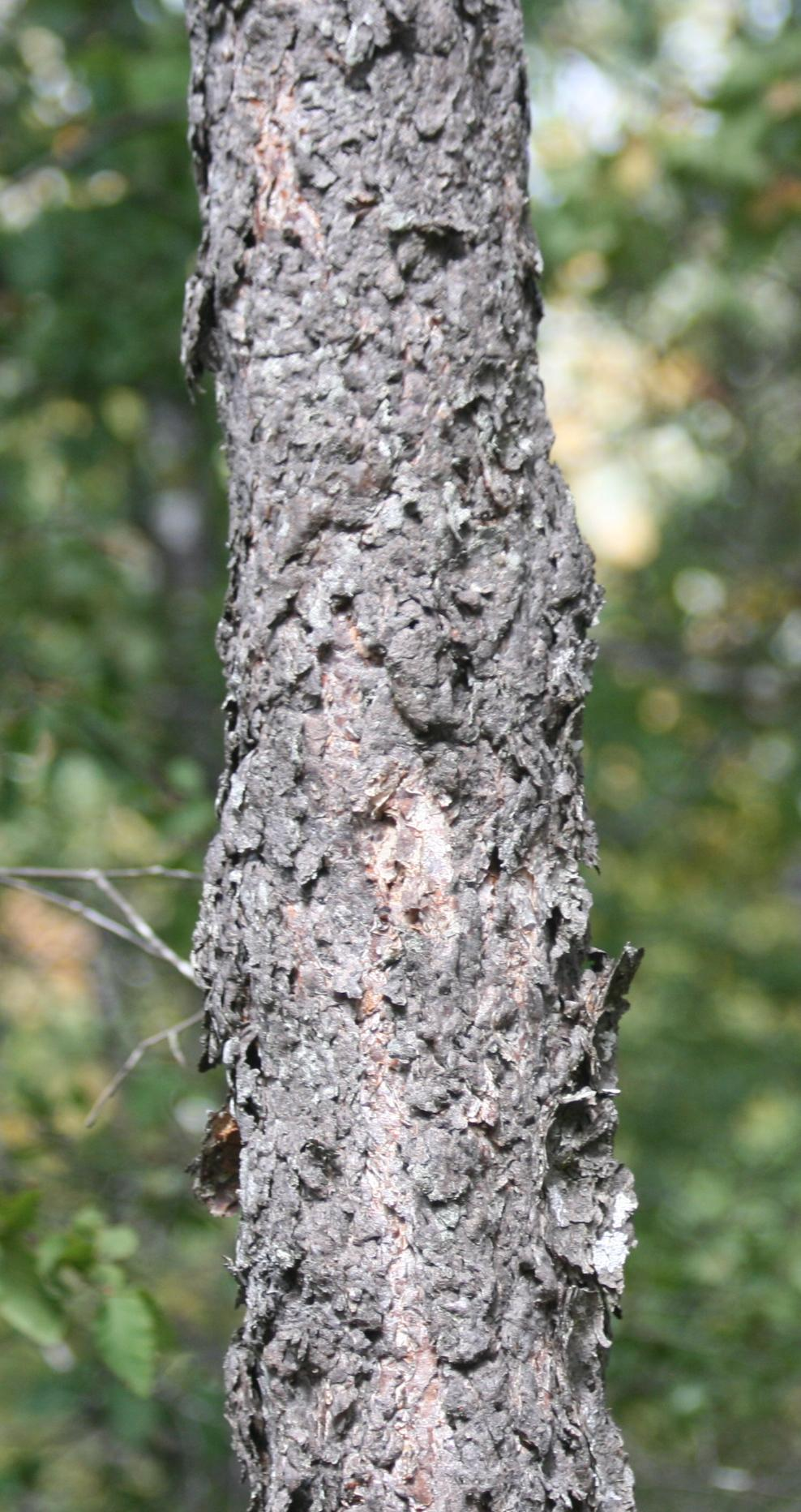
Corteza de hualo.

Árbol de hoja caduca que puede alcanzar hasta 30 m de altura y 2 m de diámetro; con tronco recto y cilíndrico; corteza gruesa gris rojiza y rugosa, descascarable. Hojas alternas, pecíolos de 2-7 mm de largo, aovados, base subcordada, ambas caras con glándulas dándole  textura áspera, envés glauco, márgenes ondulados, irregularmente aserrados; lámina retorcida de 5-9 cm, venación pinada notoria. Flores unisexuales, pequeñas; masculinas solitarias, pedicelos de hasta 1 cm, 50 estambres; flores femeninas de a 3 en inflorescencias. Fruto cúpula con 4 valvas angostas, con 3 nueces amarillentas de 12-20 mm de largo, pilosas, las dos inferiores triangulares, trialadas, la interna plana y bialada.

## Distribución
Es nativa de Chile y de un pequeño sector limítrofe de Argentina (Parque Provincial Epu Lauquen, noroeste de Neuquén). 
En Chile, se distribuye en forma intermitente desde la Región Metropolitana de Santiago, hasta la Región del Biobío. La formación más septentrional aparece en la comuna de Alhué, provincia de Melipilla (33°58' S - 71° 05' W, 614 m s.n.m.), mientras que la más meridional, de acuerdo a Le-Quesne y Sandoval (2001), corresponde a un rodal en la comuna de Quilleco en la provincia de Biobío (37° 27’ S - 71°58’ W, 340 m s.n.m.), a unos 100 km al sur de la distribución original en la provincia de Punilla. En la Región del Maule se concentra la mayor superficie de bosques de N. glauca (146.770 ha), principalmente en la Cordillera de Los Andes en las comunas de Colbún, Linares, y Parral. En la Cordillera de Los Andes, N. glauca se distribuye de forma discontinua en los 34° 33’ de latitud Sur, sobre los 1.000 m de altitud, donde tiende a formar bosques puros. Entre los ríos Maule y Ñuble se concentra la mayor abundancia de los bosques andinos de N. glauca (casi un 64 %). En la Cordillera de la Costa, N. glauca ha decrecido fuertemente producto de talas indiscriminadas de sus bosques, el deterioro de sus hábitats, malas prácticas silviculturales y siendo reemplazados principalmente por especies introducidas de rápido crecimiento como Pino radiata y Eucaliptus. Las poblaciones más septentrionales aparecen en la Región Metropolitana de Santiago, teniendo presencia en forma discontinua hasta la Región del Ñuble. La mayor concentración se localiza en la Región del Maule (23 %) (Santelices et al., 2020).

## Hábitat
El hualo forma bosques monoespecíficos a más de 1000 m s. n. m., sobreviviendo a largas sequías. Es una Especie_nativa del Bosque caducifolio del Matorral chileno, ecosistema que se caracteriza por poseer un clima templado mediterráneo, con inviernos lluviosos y veranos secos. Su flora cuenta con afinidades con los trópicos sudamericanos, el bosque valdiviano, y los Andes. Es una de las cinco regiones climáticas mediterráneas del mundo, todas las cuales se ubican en las latitudes medias en las costas occidentales de los continentes. Es la principal especie arbórea del bosque maulino.

## Usos
La madera es muy utilizada en construcción de embarcaciones y para la construcción en general. Y ornamental. Es muy usado para reforestar áreas con fuertes pendientes, y con una estación veraniega seca muy larga. Está amenazada por pérdida de hábitat. 

## Taxonomía
Nothofagus glauca fue descrito por (Phil.) Krasser y publicado en Annalen des Kaiserlich-Königlichen Naturhistorischen Hofmuseums 11: 163. 1896.
Etimología
Nothofagus: nombre genérico compuesto de notho = "falso" y Fagus = "haya", nombrándolo como "falsa haya".
glauca: epíteto latíno para: blanquecino (por el tono claro de sus hojas). Su nombre vulgar: Hualo es el mismo con que los mapuches lo conocían, siendo una palabra del idioma mapudungun. Es llamado también roble maulino por tener sus mejores bosques en la VII Región del Maule.
Sinonimia
- Fagus glauca Phil.
- Nothofagus megalocarpa Reiche
- Nothofagus obliqua (Mirb.) Oerst. var. glauca (Phil.) Reiche[6]

## Heráldica
Esta especie integra el escudo de armas de la VII Región del Maule por ser el árbol más representativo de la zona.

Escudo de armas de la VII Región del Maule.